# Oconomowoc Lake
Oconomowoc Lake é uma vila localizada no estado norte-americano de Wisconsin, no Condado de Waukesha.

## Demografia
Segundo o censo norte-americano de 2000, a sua população era de 564 habitantes.
Em 2006, foi estimada uma população de 608, um aumento de 44 (7.8%).

## Geografia
De acordo com o United States Census Bureau tem uma área de
8,3 km², dos quais 4,9 km² cobertos por terra e 3,4 km² cobertos por água.

## Localidades na vizinhança
O diagrama seguinte representa as localidades num raio de 8 km ao redor de Oconomowoc Lake.